# Chiesa di San Marco in Varano
La chiesa di San Marco in Varano è una chiesa parrocchiale della diocesi di Forlì-Bertinoro, che si trova nella località San Varano di Forlì, a sud-ovest della città, sulla strada che conduce verso Firenze. La denominazione chiesa di San Varano, che a volte viene usata per definire la chiesa o parrocchia di San Varano, si riferiscono a un toponimo, ovvero alla località in cui si trova la chiesa che è dedicata a San Marco. Sulla stessa via, più vicina a Forlì si trova la chiesa dei Romiti e oltre la chiesa di San Pietro in Arco (Rovere). In antichità fra la chiesa di San Marco e quella di Rovere esisteva un ulteriore luogo di culto, la scomparsa chiesa di San Lorenzo in Comugno.

## Storia
Il nome stesso della chiesa rivela una prima difficoltà: si trova in una località che appare legata al nome di un santo inesistente; la chiesa cattolica, infatti, non venera alcun santo di nome Varano. Alcune ipotesi riconducono il toponimo a San Valeriano, figura semi-leggendaria di cavaliere compatrono di Forlì. La contrazione porterebbe da Valeriano a Varano. In zona limitrofa, ma più verso la città di Forlì si trovava una chiesa di San Valeriano in Livia (almeno fino al Quattrocento) e un oratorio distrutto durante la seconda guerra mondiale conservava un pozzo dove, secondo la tradizione, era stato gettato Valeriano una volta decapitato.
La località è nota fin dal 1156 dove viene nominata come Sauarani, mentre nel 1371 è citata nella Descriptio provinciæ Romandiolæ come Villa Sancti Varani. La prima attestazione ufficiale della presenza di un luogo di culto risale al 1445, ma probabilmente la chiesa era più antica. Nel 1575 le viene associata San Lorenzo in Comugno, prima facente parte della parrocchia di San Nicolò in Vecchiazzano. Dal XVII secolo San Lorenzo scompare.
Da un inventario del 1794 risultano in chiesa tre altari, dedicati a San Marco e alla Madonna del Rosario, ai Santi Lorenzo e Francesco Saverio e a San Francesco (quest'ultimo risulta in cattivo stato). Sull'altare maggiore era presente un dipinto con la Madonna con Bambino e i Santi Marco e Domenico contornato dai Misteri del Rosario e da un Padre Eterno nel sopra-quadro. I Misteri e la Pala sono attribuiti rispettivamente a scuola forlivese del XVIII secolo e ad Antonio Fanzaresi. Le tavolette con i Misteri sono tuttora nell'altare maggiore, mentre la pala, dopo i restauri del 1953, è stata spostata nella cappella di destra. La lunetta con il Padre Eterno, attribuita a Marco Palmezzano, è stata prima spostata nell'altare dedicato a San Francesco, fatto restaurare nel 1819 dal padre gesuita Giuseppe Gonzales, ma poi viene venduta al conte Pietro Guarini che in seguito la dona alla Pinacoteca di Forlì. La lunetta era parte di una pala smembrata di cui pare facesse parte anche un altro frammento con la Madonna del Grano, venduto prima a un medico di nome Rossi, operante a San Martino in Strada, poi, nel 1894 alla Pinacoteca di Bologna. Anche il quadro predisposto sull'altare di San Francesco nel 1819 viene poi venduto e disperso e sostituito da un dipinto con I Santi Ignazio di Loyola e Francesco di Paola, poi portato in canonica e sostituito con una Sacra Famiglia di un pittore meldolese di nome Malmesi, poi distrutto durante la guerra.

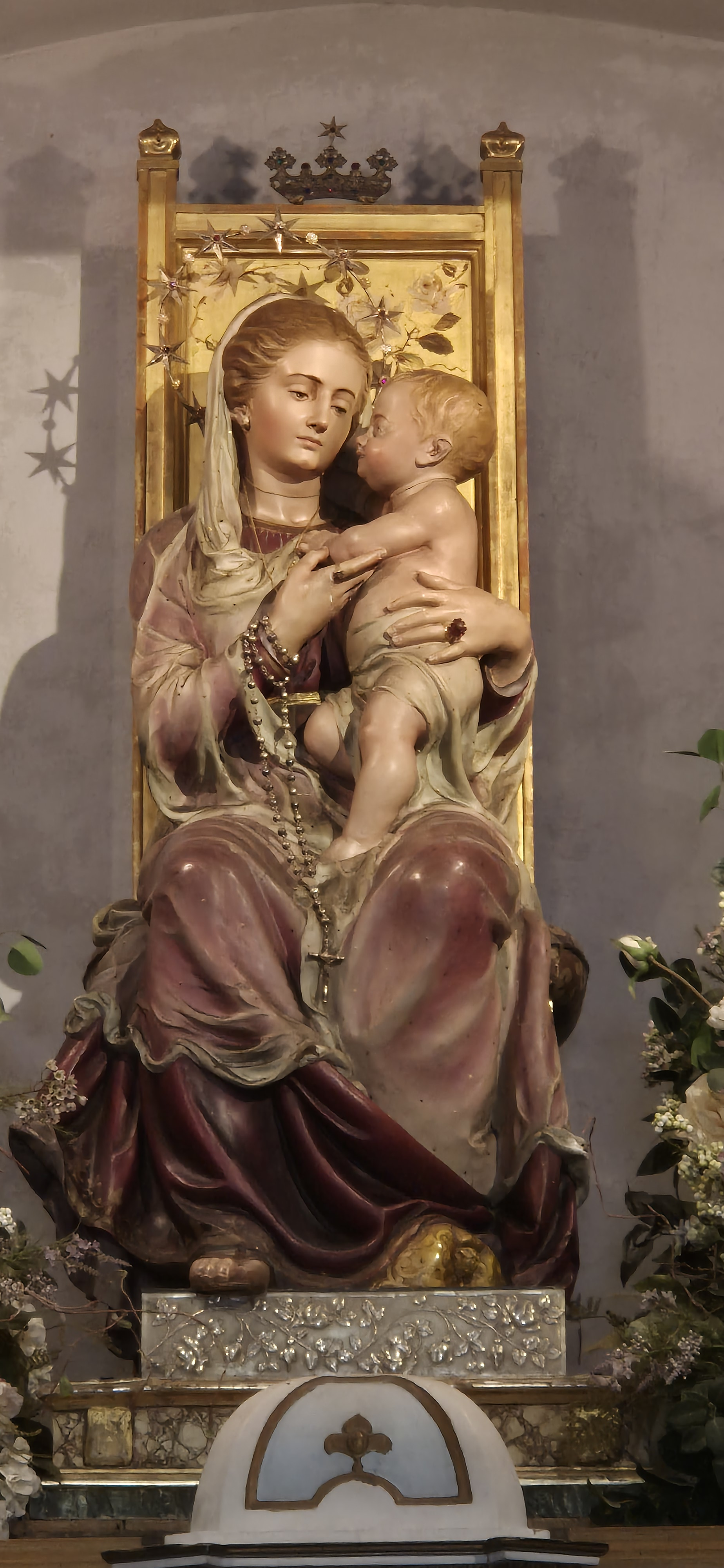
Statua lignea della Madonna con Bambino di Bernardino Boifava

Nel 1911 il parroco Michele Alessandrini commissiona una statua lignea della Madonna del Rosario allo scultore bresciano Emilio Righetti, che però delega la commissione all'allievo Bernardino Boifava, allora ventitreenne, destinato poi a rivestire un ruolo molto importante nella città di Forlì, dove si trasferirà in seguito al matrimonio. La chiesa viene quindi ampliata di tre metri con una nuova abside dedicata alla Vergine del Rosario, realizzata dall'ingegner Vincenzo Pantoli e dal capomastro Giovanni Gardini. Abbattendo una parete che divideva la cucina della canonica dalla cantina vengono ritrovate tracce di affreschi scialbati di cui viene salvata e restaurata (nel 1948) una porzione con la Madonna e il Bambino.
Nel 1934, grazie alla vendita della ghiaia del fiume Montone, don Alessandrini riesce a finanziare la costruzione di un nuovo campanile progettato da Giulio Paoli. Terminato nel 1939, non può essere inaugurato, perché mancano ancora le campane.
Durante la guerra la località è particolarmente colpita, perché qui si arroccano i tedeschi in ritirata, incalzati dalle truppe alleate che bombardano e colpiscono gli edifici. Fra il 9 e il 13 novembre 1944 tutta la zona subisce danni grandissimi e la chiesa resta proprio in mezzo al conflitto. Molti si rifugiano in chiesa, ma, crollato il tetto, devono radunarsi sotto il campanile e poi nelle cantine di una casa vicina. La chiesa resta sotto il tiro del fuoco e viene in gran parte distrutta. Resistono il campanile, anche se con danni e la nicchia con la statua della Madonna. Le funzioni vengono provvisoriamente organizzate per un anno nella casa dei signori Guarini, dall'altra parte della strada, dove viene anche ricoverata la statua.
L'ingegner Romano Gambi ricostruisce la chiesa com'era, variando solo leggermente la facciata. Nel 1945 viene celebrata la Messa di Natale nella nuova chiesa. Don Alessandrini muore l'anno dopo. Il successore, don Mario Pilotti, completa le riparazioni e le ricostruzioni. Nel 1953 viene collocato un mosaico, donato dalla signora Lea Gambi, raffigurante San Marco nella lunetta sopra il portale. Nel 1954 vengono collocate quattro campane realizzate dalla ditta Brighenti di Bologna.

## Descrizione

### Esterno
L'esterno della chiesa presenta una facciata a capanna con mattoni a vista in stile romanico. Il tema dominante è l'arco a tutto sesto, che ricorre nella lunetta del portale, nella finestra e nelle sue tre aperture. Due rientranze quadrangolari terminano con una dentellatura. I prospetti laterali sono intonacati con un colore giallo chiaro. 
Il campanile, realizzato nel 1934-39, riprende le forme di quello di San Marco a Venezia. Il leone, simbolo dell'Evangelista, si trova nella decorazione sotto la guglia.
La lunetta sopra il portale è realizzata in mosaico nel 1953 e raffigura il santo in stile neobizantino con vicino il leone, in mano la croce e un libro aperto in cui si legge SECUNDUM MARCUM, allusione al Vangelo.

### Interno

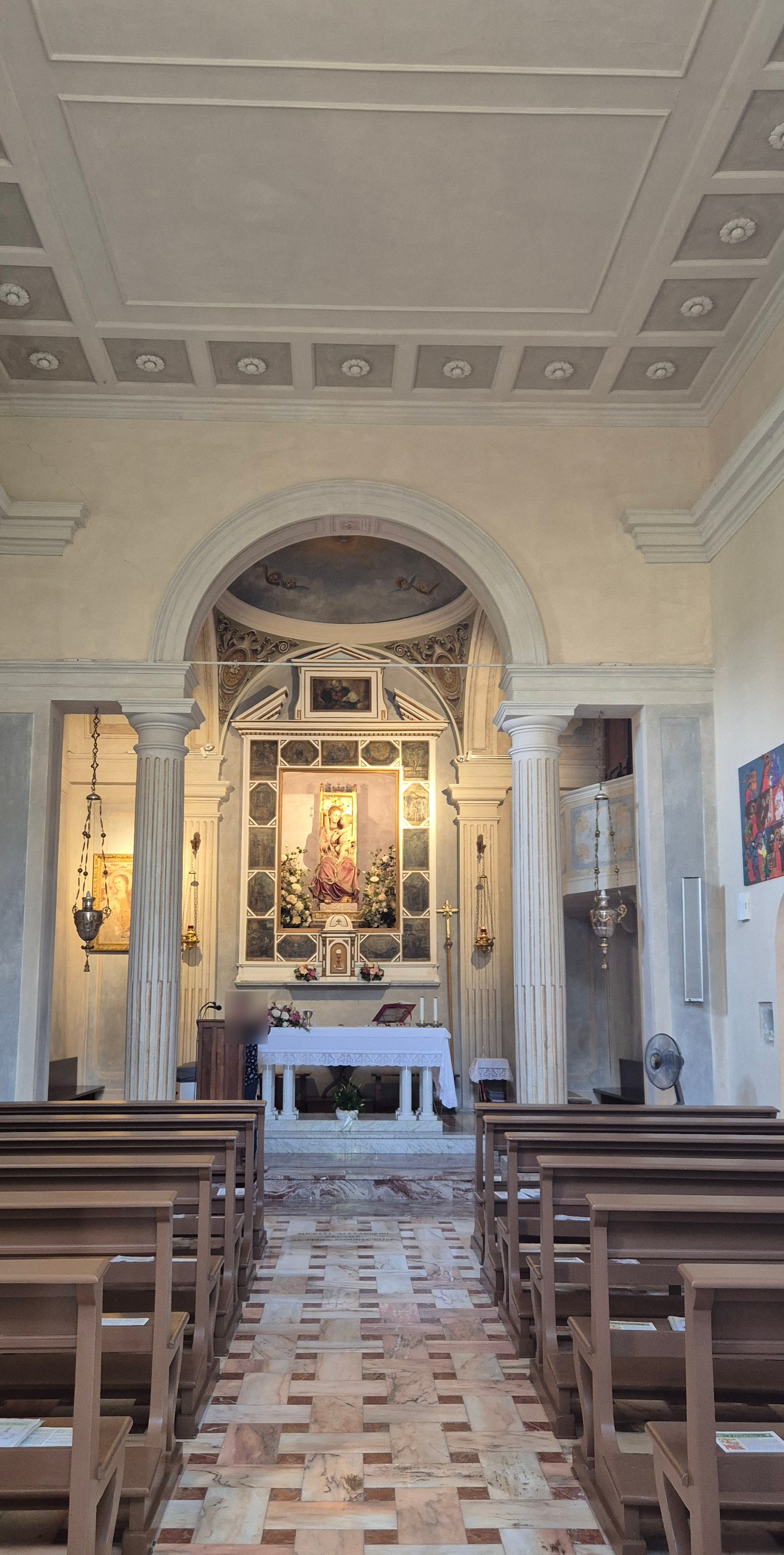
Interno

L'interno presenta una struttura a una navata. Le pareti sono intonacate con colori tenui. Il soffitto è piano e presenta una cornice decorativa impostata su quadrangoli che contengono una rosetta e l'alternanza dei colori grigio e bianco. 

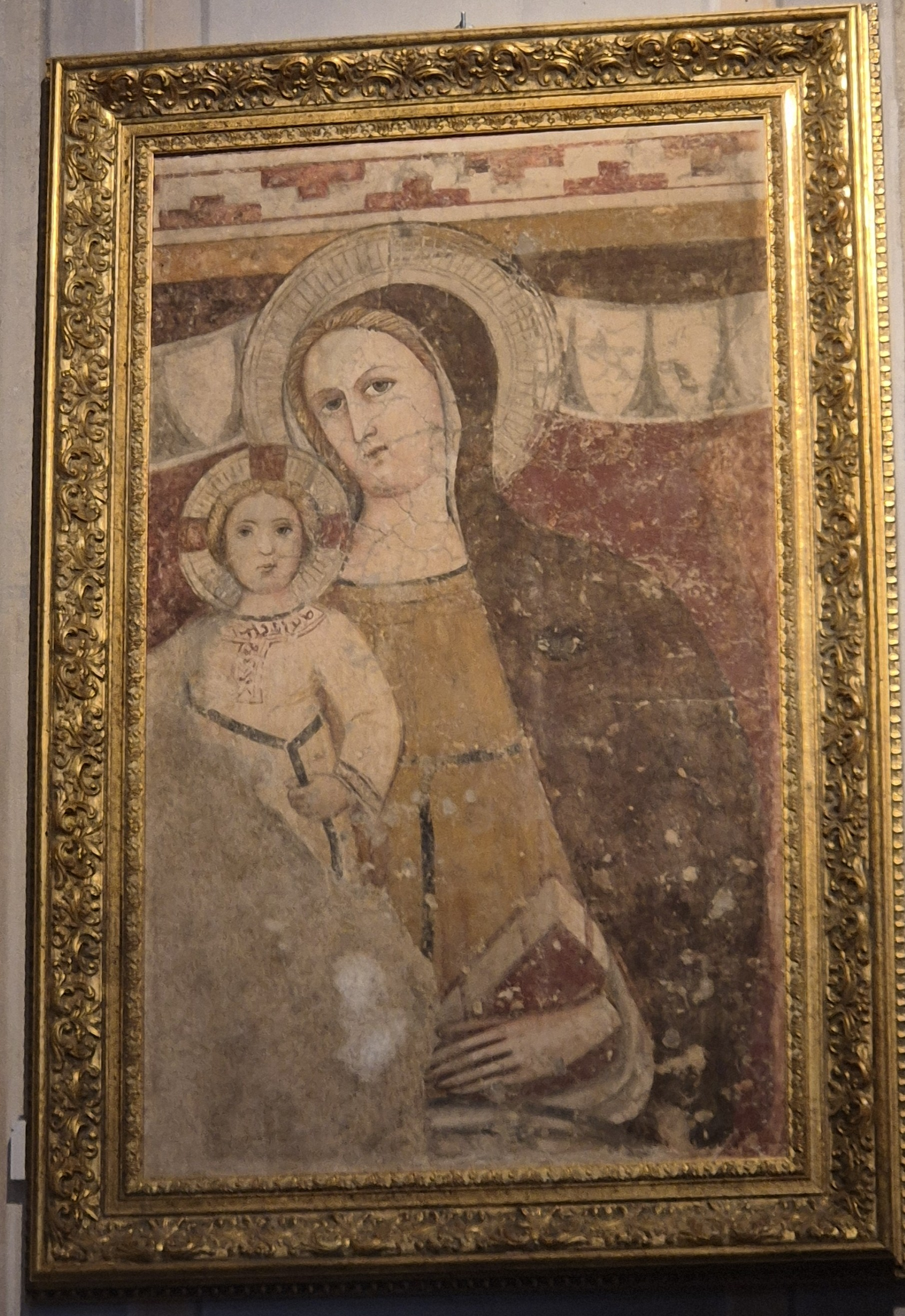
Affresco trecentesco di un ciclo perduto parte della decorazione dell'antica chiesa. Il frammento recuperato misura 98x59 centimetri e raffigura la Madonna con il Bambino

La parete di fondo isola la zona presbiteriale mediante la forma di una serliana con colonne doriche. Si tratta della zona della chiesa aggiunta nel 1912, intesa come una zona celebrativa della Madonna. Al di là della serliana si apre lo spazio sacro in cui sono presenti un palchetto a destra e una cupoletta decorata con la colomba, delle nuvole e degli angeli sopra l'altare. A sinistra si trova esposto l'affresco della Madonna con Bambino risalente alla fine del XIV secolo e ritrovato in occasione dei lavori del 1912. Il riquadro faceva sicuramente parte di un ciclo più ampio e si presenta ora strappato e ricollocato su altro materiale con le dimensioni di 98x59 centimetri. Maria e il Bambino si trovano davanti a uno sfondo con una tenda e una decorazione a fasce. Entrambi sono biondi e ieratici, ma appare vivace il gesto di Gesù che stringe in mano la cintura del proprio abito. La corda appare la stessa che cinge anche il vestito di Maria (forse nella parte perduta esse risultavano addirittura unite) a sottolineare il rapporto madre-figlio. Maria tiene in mano un libro e ha un manto scuro sopra una veste ocra. L'aureola di Cristo presenta fasce rosse, mentre il suo vestito ha una decorazione ai bordi e nella zona del collo.
Sopra l'altare maggiore si trovano le tavolette secentesche di scuola forlivese con immagini dei Misteri del Rosario che incorniciano una nicchia in cui è collocata la statua lignea della Madonna del Rosario realizzata da Bernardino Boifava. Maria, giovane e bella, è seduta in trono come una regina, ma colta in atteggiamento pensoso e intimo, mentre abbraccia con dolcezza il figlio che si rivolge a lei. La maestria dell'autore è notevole nella resa dei diversi materiali degli incarnati e delle stoffe e nella cromia sapiente, evidente nella soluzione del velo che appare impalpabile e trasparente grazie alla sovrapposizione di colore beige velato sul fondo vinaccia della veste sottostante. Il velo è anche elemento uniformante che lega insieme madre e figlio, potenziando l'effetto di abbraccio.